# Acraea mosana
Acraea mosana är en fjärilsart som beskrevs av Suffert 1904. Acraea mosana ingår i släktet Acraea och familjen praktfjärilar. Inga underarter finns listade i Catalogue of Life.